# Hybridhuhn

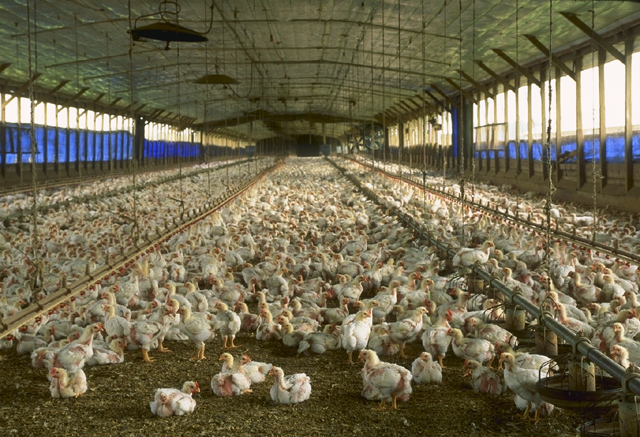
Das Brustfleisch macht etwa ein Drittel des Körpergewichts der Masthybride aus. Nach 30 Tagen sind diese schlachtreif.

Ein Hybridhuhn ist ein Huhn, welches speziell für den Einsatz in der Geflügelproduktion im Rahmen der industriellen Landwirtschaft mit der Methode der Hybridzucht optimiert wurde. Damit wurde meist eines dieser Ziele verfolgt: Die Tiere setzen entweder besonders schnell besonders viel Fleisch an (Masthybride) oder legen besonders viele Eier – mit einer bestimmten Schalenfarbe und innerhalb eines marktüblichen Größenspektrums (Legehybride). Neuere Entwicklungen streben eine Gleichwertigkeit dieser Ziele an: das Zweinutzungshuhn. Hybridhühner sind im engeren Sinne allerdings keine Hybriden, sondern Gebrauchskreuzungen.
Mit der Zucht von Hybridhühnern wurde erst nach dem Zweiten Weltkrieg begonnen.

## Hybridzucht von Hühnern
Die Kükenproduktion wird heute fast ausschließlich von wenigen Großunternehmen betrieben. Bei der Zucht wird dabei der Heterosis-Effekt genutzt. Dies geschieht durch Gebrauchskreuzungen verschiedener Rassen. Die Produkte, Hybridgeflügel genannt, sind echte Hybride verschiedener als Rassen definierter Zuchtlinien. Es wäre zwar theoretisch möglich, anstelle der Verwendung der primären Hybriden mit den Methoden der Verdrängungszucht neue, hybridogene Rassen mit einer ausreichend hohen Homozygotie zu erzeugen. Dies war den Züchtern bisher aber sowohl zeitlich als auch finanziell ein zu hoher Aufwand, da vorher nicht absehbar ist, ob die Kreuzungsprodukte entsprechend höhere Leistung bringen würden. Für die Zuchtunternehmen sicherlich angenehmer Nebeneffekt der Verwendung von Primärhybriden ist es auch, dass im Falle einer unautorisierten Weiterzucht die definierten Merkmale der Hochleistungshybriden sofort verloren gehen (Aufspaltung gemäß den Mendelschen Regeln). Die Inzuchtlinien zur Zucht werden in großen Hallen in Käfigen gehalten. Diese Tiere sind das Ausgangsmaterial für die Zucht neuer Typen von Hybridhühnern in der Geflügelproduktion. Die Züchtungen, die die höchste Leistung erbringen, werden dann in Massen produziert.
Traditionelle Rassen werden nur noch in Nischen in der Landwirtschaft eingesetzt, zum Beispiel das Bressehuhn als teuer bezahlte Spezialität. Die Rassenbezeichnungen sind in der Regel von der Farbe der Tiere bzw. der Eier abgeleitete Bezeichnungen, wobei bei verschiedenen Lieferanten derselbe Name für verschiedene Zuchtlinien verwendet werden kann. Bekanntermaßen sind an den Masthuhn-Hybriden die von ostasiatischen Kampfhähnen abstammenden Cornish, an Legehybriden Leghorn stark beteiligt.

## Eigenschaften verschiedener Hybridhühner
Hybridhühner sind auf jeweils eine einzige, bestimmte Eigenschaft hin optimiert. Dadurch unterscheiden sie sich von traditionellen Rassen, die als Zweinutzungshühner sowohl Eier legen wie auch Fleisch liefern sollten. Dadurch sind Legehybride in der Hühnermast und Masthybride in der Eierproduktion nicht mehr wirtschaftlich einsetzbar. Landwirte bevorzugen Hybridhühner aufgrund des höheren Ertrags. Durch die Zucht wurden etwa die folgenden Eigenschaften optimiert:
- Ein Lege-Hybridhuhn kann mit zwei Kilogramm Futter ein Kilogramm Ei erzeugen. Alte Rassehühner benötigen vier bis fünf Kilogramm.[8]
- Ein Lege-Hybridhuhn legt, nachdem es legereif geworden ist, in der ersten Legeperiode bis zu 330 Eier in 365 Tagen, das heißt in einem Jahr. Eine zweite Legeperiode ist nicht vorgesehen, jedoch möglich.
- Ein Mast-Hybridhuhn in konventioneller Haltung ist nach knapp einem Monat schlachtreif, kann aber je nach gewünschtem Schlachtgewicht auch länger gemästet werden. In der ökologischen Landwirtschaft dauert die Mast eines Hybridhuhns etwa vier Monate.[5]

### Tiergesundheit bei Legehybriden
Legehybride werden nach etwa einem Jahr geschlachtet, da sie dann ausgelaugt sind und weniger Eier legen. In dieser Zeit sterben schon etwa 10 % der Tiere. Ein Großteil der Legehybriden erkrankt an den Legeorganen. „Die Eileiterentzündung (Salpingitis) wird auch als ‚Berufskrankheit’ der Legehennen bezeichnet.“
Die hohe Legeleistung der Hühner hängt auch mit dem Auftreten von Osteoporose zusammen. Das für die Bildung der Eierschalen benötigte Kalzium wird oft den Knochen entzogen. Die Knochen werden dann entmineralisiert. In der Folge tritt die Knochenweiche auf, welche durch Bewegungsmangel verstärkt wird. Das Risiko für Knochenbrüche steigt, wenn die Tiere etwa zum Abtransport zum Schlachthof eingefangen werden müssen.

### Tiergesundheit bei Masthybriden
Eine Untersuchung von 51.000 Masthybriden in Großbritannien ergab, dass etwa 28 % der Hühner sich schlecht fortbewegen konnten. 3,3 % der Tiere waren fast bewegungsunfähig. Die Autoren der Studie weisen darauf hin, dass das hohe Vorkommen auftrat, obwohl stark lahmende Tiere aus den Beständen während der Mast und bei der Produktion der Küken standardmäßig entfernt werden. Das Risiko für eine eingeschränkte Fortbewegungsfähigkeit und einen schlechten Gesundheitszustand des Fortbewegungsapparates konnten mit den Wachstumsraten der Hybridhühner in Verbindung gebracht werden.
Hybridhühner in der Mast leiden oft an Erkrankungen des Skelettsystems (beispielsweise an der Gelenkerkrankung tibiale Dyschondroplasie) und Muskelerkrankungen (Myopathie der tiefen Brustmuskulatur). Das Muskelwachstum ist schneller als das Skelettwachstum – der Körperschwerpunkt der Tiere ist durch die großen Brustmuskeln stark nach vorne verlagert. Die Tiere laufen dadurch unsicher. Schmerzhaft für die Hühner sind die daraus resultierenden Beinschäden. Masthybride leiden zudem oft an Herz-Kreislauf-Erkrankungen (z. B. plötzlicher Herztod und Bauchwassersucht). Ein weiteres großes Problem sind schmerzhafte Entzündungen der Fußballen.

## Markt

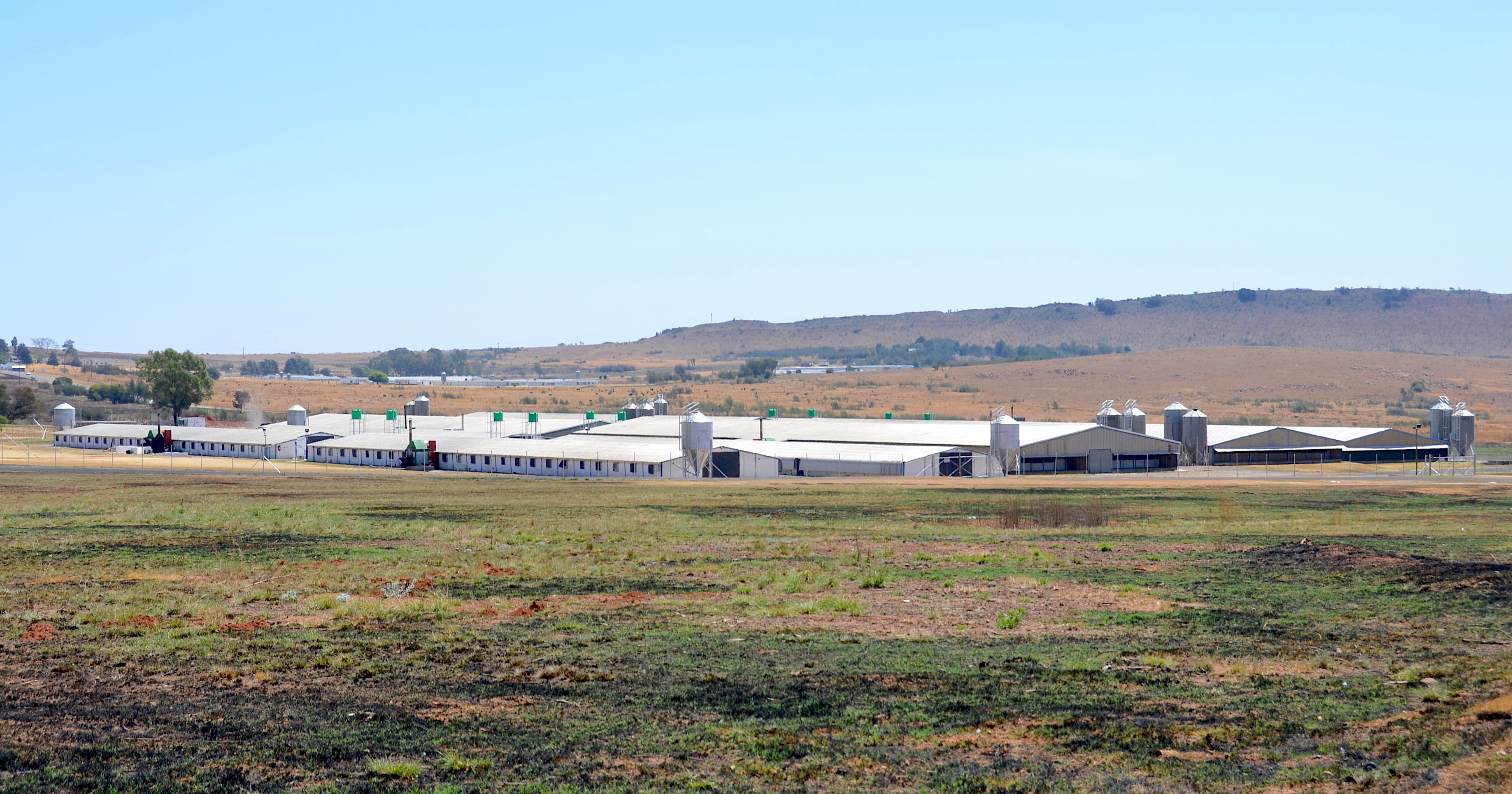
Geflügelfarm bei Johannesburg/Südafrika

Auch der Markt für Hybridhühner gliedert sich in die Züchtung der Elterntiere, die Kreuzung, die Vermehrung und in die Mast oder Eierproduktion. Da in der Zucht und in der Mast unterschiedliche Unternehmen tätig sind und nur die Züchter über die reinerbigen Zuchtlinien verfügen, kontrollieren die Zuchtkonzerne damit auch die Entwicklungen und die Ziele in der Zucht. In den vergangenen Jahrzehnten wurde vor allem auf Legeleistung, Futterverwertung und Muskelwachstum gezüchtet. Diese Marktstruktur hat auch weltweit zu einer Monopolisierung im Geflügelsektor geführt. Infolge dieser Entwicklung kam es zu einer starken genetischen Vereinheitlichung der Zuchtlinien. Es wird von der FAO angenommen, dass nur vier Rassen den meisten kommerziellen Zuchtlinien zugrunde liegen. Wissenschaftliche oder wirtschaftliche Daten, die konkrete Aussagen über die Diversität enthalten, gibt es jedoch nicht, da die Zuchtlinien das Geschäftsgeheimnis der Zuchtfirmen sind. Die Eierproduktion ist weltweit zunehmend industrialisiert.